# 羅斯冰川
54°33′S 36°6′W / 54.550°S 36.100°W
羅斯冰川是南極洲的冰川，位於南喬治亞島北岸，全長10公里，流經阿勒代斯山脈和薩爾韋森山脈，最終注入皇家灣，德國研究隊把冰川以英國探險家詹姆斯·克拉克·羅斯命名。